# Cristalización de hormigón
La cristalización del hormigón es un procedimiento tecnológico usado tanto en la fabricación de hormigón fresco como en estructuras de hormigón ya existentes, para hacerlas impermeables y resistentes al agua a presión, generalmente hasta 16 bares.

## Fundamentos
Bajo ciertas situaciones medioambientales es el hormigón un material de construcción muy endeble. Las diferentes condiciones externas e internas acaban afectando su estabilidad definitivamente tarde o temprano. Así dejan paso las fisuras formadas a los agentes corrosivos transportados hasta la armadura y a la matriz del mismo hormigón.
Los aditivos cristalizantes del hormigón poseen la única y singular propiedad de crear una tupida e indisoluble red capilar cristalina en los poros del hormigón húmedo que cierran definitivamente el paso a las moléculas de agua a través de ellos. El agua contenida en las microfisuras y capilares del hormigón es transformada mediante una reacción química en cristales y esto va haciendo desaparecer progresivamente la humedad contenida.
Durante la reacción con el agua, el aluminio y los iones de calcio contenidos en el hormigón, forman cristales indisolubles que crecen dentro del sistema capilar. Mientras haya humedad en la estructura de hormigón, estos siguen creciendo por la red cristalina una y otra vez y esto casi indefinidamente.
Este proceso tiene lugar, tanto a presión negativa como positiva del agua de tal manera, que los materiales tratados alcanzan una densidad tan alta de cristales que el agua en estado líquido no es capaz de traspasarlos.
Los elementos dañinos disueltos en el agua (cloruros o sales, p. ej.) no pueden por lo tanto ser transportados hacia dentro del hormigón por lo que este no sufre ningún desperfecto por su acción nociva. Cuando finaliza la cristalización, transformando toda la humedad contenida, se para el proceso químico. Con este sistema se evita también la carbonatación del hormigón eficazmente.
Si por cualquier tipo de causa o incidencia se crea una fisura en el hormigón tratado y entra agua, el proceso cristalizante “despierta” de nuevo y vuelve a comenzar.

## Usos
Por lo general existen diferentes usos en los que se demanda una cristalización activa del hormigón permanente. El material de soporte para el agente cristalizante es cemento por lo que en principio se puede decir que este método es aplicable a todos los hormigones y materiales cementosos que estén en contacto con la humedad. Variantes de los productos más corrientes son aditivos, impermeabilizantes en masa y diferentes [morteros].

## Enlaces
http://www.mfpa-leipzig.de/
http://www.mpa.uni-stuttgart.de/
http://www.dibt.de/
- Datos: Q5791213